# Cimetière Saint-Gall

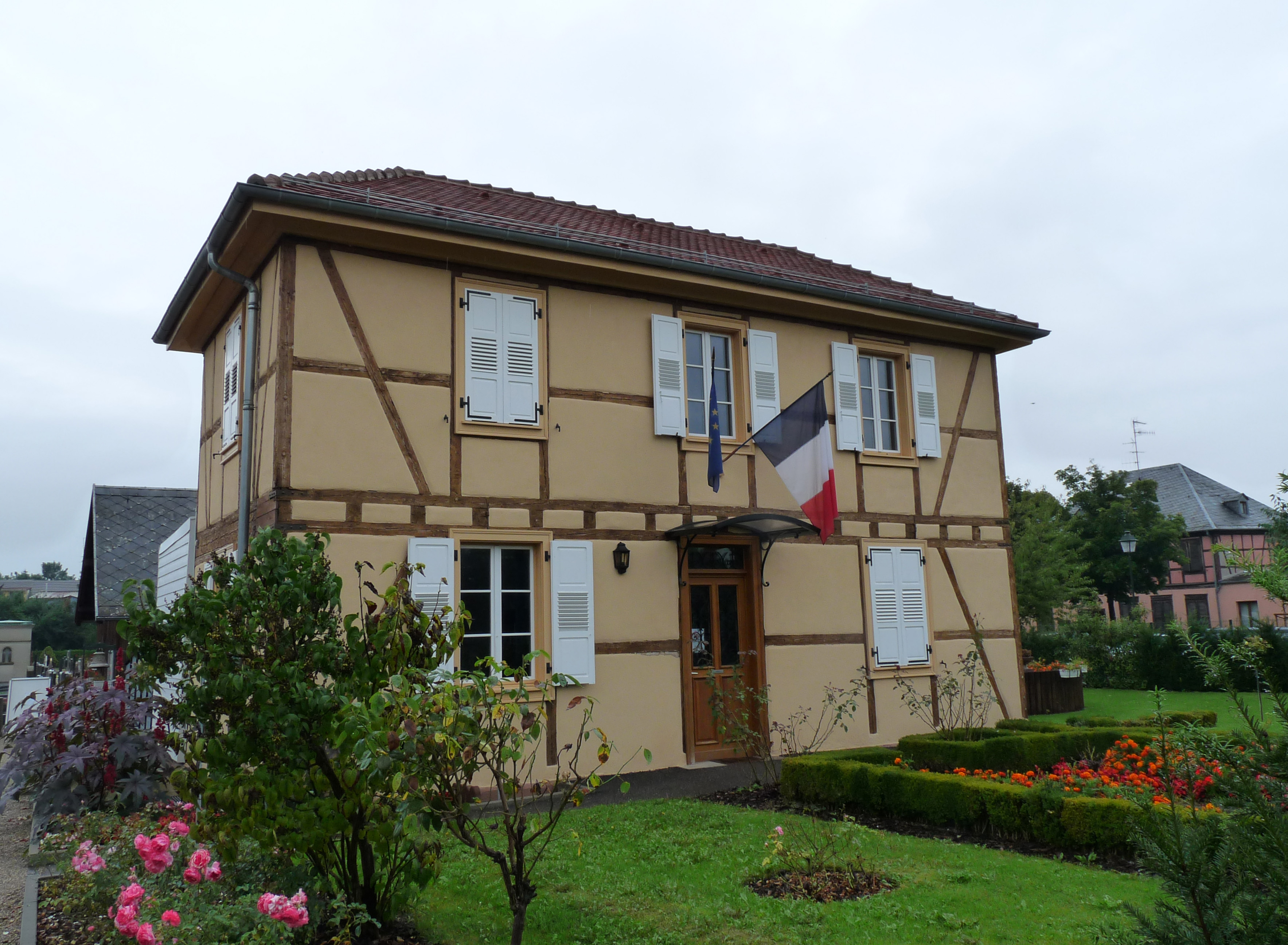
Sitz der Friedhofsverwaltung

Der Cimetière Saint-Gall ist ein historischer Friedhof im Stadtteil Koenigshoffen (Königshofen) der Stadt Straßburg.

## Lage
Der Friedhof liegt am südöstlichen Rand des Straßburger Stadtteils Koenigshoffen. Er hat eine Größe von 2,57 Hektar. Im Westen grenzt er an den Chemin du Marais Saint-Gall, im Osten wird er durch die Avenue du Cimetière begrenzt.

## Geschichte
Archäologische Grabungen belegen schon zur Römerzeit die Existenz einer Nekropole an der heutigen Avenue du Cimetière. 1282 stiftete der Ritter Gösselin Kurnagel dem Heiligen Gallus eine Kapelle und eine tägliche Messfeier. Bestattungen in dem Gebiet, das unter der Bezeichnung S'Gallemaettel bekannt war, gab es wohl schon 1522. Die Gründung des jetzigen Friedhofs geht jedoch wie bei den Friedhöfen von Saint-Urbain und Sainte-Hélène auf eine Verordnung aus dem Jahr 1527 zurück, die Beisetzungen innerhalb der Stadt untersagte.

## Grabmäler
Auf dem Friedhof wurden zahlreiche bekannte Persönlichkeiten beigesetzt.
- Johann Georg Daniel Arnold (1780–1829), Jurist und Schriftsteller
- Friedrich Wilhelm Bergmann (1812–1887), Philologe und Hochschullehrer in Straßburg
- Nicolaus Delsor (1847–1927), katholischer Geistlicher und Politiker
- Marie-Joseph Erb (1858–1944), Organist, Komponist und Musikpädagoge
- Charles Frey (1888–1955), Politiker und Journalist, Bürgermeister von Straßburg
- Frédéric Kastner (1852–1882), Physiker, Erfinder des Pyrophons
- Léonie Kastner-Boursault (1820–1888)
- Ernst Laas (1837–1885), Pädagoge und Hochschullehrer
- Victor Ernst Nessler (1841–1890), Komponist
- Pierre Pflimlin (1907–2000), Jurist und Politiker
- August Reifferscheid (1835–1887), Philologe und Hochschullehrer in Straßburg
- Ludwig Adolf Spach (1800–1879), Historiker und Schriftsteller
- Ehrenfried Stoeber (1779–1835), Rechtsanwalt und Dichter
- Robert Will (1910–1998), Kunsthistoriker, Architekt und Archäologe